# Hallo 2000
Hallo 2000 was een eenmalig programma van de NOS in het kader van de afgelopen millenniumwisseling. De uitzending was een marathon van 24 uur: van 11.15 uur op 31 december 1999 tot en met 11.15 uur op 1 januari 2000. Het programma werd uitgezonden op Nederland 2. Tijdens het internationale deel van het programma werden veel landen en steden van over de hele wereld bezocht met de camera, om daar de viering van het nieuwe jaar, de nieuwe eeuw en het nieuwe millennium mee te maken. Vanaf het begin tot het einde van het programma werd de tijdzone gevolgd waar het dat uur Nieuwjaar zou worden. Ieder uur was er na het internationale programma een cabaretier die zijn/haar visie gaf op het nieuwe millennium. Tevens vulde het programma tussen de internationale uitzendingen ook de zendtijd, met informatieve en ludieke onderdelen, zoals een interview met onder anderen de (toen nog toekomstige) astronaut André Kuipers, een champagnetest, gesprekken met verslaggevers en beelden vanuit binnen- en buitenland. 

## Presentatie
- Maartje van Weegen
- Philip Freriks
- Aldith Hunkar
- Mart Smeets

## Internationaal programma
- 11.50 - 12.10: Nieuw-Zeeland. Met de steden Auckland, Christchurch en de meest oostelijk gelegen stad ter wereld: Gisborne, waarvandaan NOS-correspondent Wouter Kurpershoek verslag deed.
- 12.50 - 13.10: De Beringstraat en Wallis en Futuna
- 13.50 - 14.10: De oostkust van Australië. De volgende steden werden hierbij bezocht: Sydney, Canberra, Melbourne en Hobart.
- 14.50 - 15.10: Midden-Australië.
- 15.50 - 16.10: Japan en Zuid-Korea. De twee landen verzorgden de uitzending van de millenniumwisseling samen in het kader van het wereldkampioenschap voetbal in 2002. Japan had hierbij de proloog vanuit Nara; Zuid-Korea zond beelden uit vanuit Seoel. De uitzending werd afgewisseld met Koreaanse videokunst, beelden vanuit de Japanse hoofdstad Tokio en van de Gele Zee.
- 16.50 - 17.10: China. Dit deel van de uitzending begon met de zonsopkomst op de Chathameilanden: het eerste zonlicht van het nieuwe millennium en werd vervolgd vanuit Peking, de Chinese hoofdstad, waar met veel symboliek het nieuwe jaar werd ingeluid.
- 17.50 - 18.10: Indonesië. De millenniumwisseling in Indonesië betekende een dansceremonie en vuur op de Borobudur in Jogjakarta.
- 18.50 - 19.10: Sri Lanka.
- 19.50 - 20.10: India. Hoewel het in het land officieel al een half uur 2000 was werd de millenniumwisseling in India door Hallo 2000 om 20.00 uur uitgezonden.
- 20.50 - 21.10: Hongarije en Kosovo. Hoewel het in deze landen nog lang geen Nieuwjaar was en volgens de tijdzone Rusland en het Midden-Oosten 'aan de beurt' waren werden er beelden vanuit Hongarije uitgezonden en nam men een kijkje bij de Nederlandse militairen in Kosovo.
- 21.50 - 22.10: Rusland: Sint-Petersburg en Moskou.
- 22.50 - 23.10: Griekenland, Israël (vanuit Bethlehem dat speciaal voor de viering van het millennium was gerenoveerd), Egypte en Zuid-Afrika, waar Nelson Mandela de gevangenis Robbeneiland bezocht.
- 23.15 - 00.50: Tijdzone Midden-Europese Tijd. Hierin werden de volgende landen bezocht: Frankrijk (Parijs), Duitsland (Berlijn), Oostenrijk (Wenen), Zwitserland (Genève), Spanje (Madrid), Tsjechië (Praag), Hongarije (Boedapest), Polen (Warschau), Denemarken (Kopenhagen), Italië (Rome/Vaticaanstad), Zweden (Stockholm) en Noorwegen (Oslo). Ook werd het nieuwe millennium gevierd in Nederland, onder andere vanuit de studio, vanaf de Dam in Amsterdam, vanuit Maastricht, het crisiscentrum in Den Haag (vanwege het millenniumprobleem), Scheveningen, Marssum, Goes en Utrecht, waar de sterrenwacht Sonnenborgh werd bezocht.
- 00.50 - 01.00: Tijdzone Greenwich Mean Time. Met de volgende landen: IJsland (Reykjavik), Ierland (Dublin), Portugal (Lissabon) en het Verenigd Koninkrijk, met vuurwerk vanaf de Theems en de opening van de Millennium Dome in Londen.
- 01.50 - 02.10: De Azoren.
- 02.50 - 03.10: Brazilië, met de steden Rio de Janeiro en São Paulo.
- 03.50 - 04.10: Argentinië en Chili
- 04.50 - 05.10: onder andere Venezuela en de Nederlandse Antillen.
- 05.50 - 06.10: Oostkust van de Verenigde Staten (Miami en New York), Panama, Peru en de grote steden in Ontario en Quebec in Canada.
- 06.50 - 07.10: Verenigde Staten, Canada en Mexico.
- 07.50 - 08.10: Verenigde Staten, Canada en Mexico
- 08.50 - 09.10: Verenigde Staten, Canada en Mexico
- 09.50 - 10.10: Alaska
- 10.50 - 11.10: Hawaï (Honolulu)